# Lucky (pel·lícula de 2017)
Lucky és una pel·lícula de drama de 2017 dirigida per John Carroll Lynch i escrita per Logan Sparks i Drago Sumonja. És protagonitzada per Harry Dean Stanton en un dels seus últims papers abans de la seva mort el 15 de setembre de 2017. S'ha subtitulat al català.

## Sinopsi
La història se centra en el viatge espiritual d'un home ateu de 90 anys. Havent sobreviscut més que els seus contemporanis, Lucky es troba en el tram final de la seva vida, on es veurà impulsat a un viatge d'autodescobriment l'objectiu final del qual és la il·luminació.

## Repartiment
- Harry Dean Stanton com a Lucky.
- David Lynch com a Howard.
- Ron Livingston com a Bobby Lawrence.
- Ed Begley Jr. com el doctor Christian Kneedler.
- Tom Skerritt com a Fred.
- Barry Shabaka Henley com a Joe.
- James Darren com a Paulie.
- Beth Grant com a Elaine.
- Yvonne Huff com a Loretta.
- Hugo Armstrong com a Vincent.
- Bertila Dames com a Bibi.

## Producció
El 7 de juliol de 2016, es va revelar que Lucky havia començat la seva filmació a Los Angeles.
El 7 d'abril de 2017, va ser anunciat que Magnolia Pictures havia adquirit els drets de distribució del film.

## Recepció
Lucky va rebre ressenyes positives de part de la crítica i de l'audiència. En la pàgina web Rotten Tomatoes, la pel·lícula va obtenir una aprovació de 98%, basada en 107 ressenyes, amb una qualificació de 7.9/10, mentre que de part de l'audiència va tenir una aprovació de 81%, basada en 3932 vots, amb una qualificació de 4.1/5.
Metacritic li va fer a la pel·lícula una puntuació 79 de 100, basada en 30 ressenyes, indicant "ressenyes generalment favorables". En el lloc web IMDb els usuaris li han donat una qualificació de 7.4/10, sobre la base de 8.447 vots. A la pàgina FilmAffinity té una qualificació de 7.3/10, basada en 2225 vots.

## Nominacions i premis
| Premi                                               | Data de cerimònia      | Categoria                                       | Recipient(s) i nominat(s)    | Resultat  | Ref.   |
| --------------------------------------------------- | ---------------------- | ----------------------------------------------- | ---------------------------- | --------- | ------ |
| Camerimage                                          | 18 de novembre 2017    | Competició de director novell                   | John Carroll Lynch           | Nominat   | [ 8 ]  |
| Chicago Film Critics Association                    | 12 de desembre de 2017 | Millor actor                                    | Harry Dean Stanton           | Nominat   | [ 9 ]  |
| Chicago Film Critics Association                    | 12 de desembre de 2017 | Millor director prometedor                      | John Carroll Lynch           | Nominat   | [ 9 ]  |
| Festival Internacional de Cinema de Gijón           | 25 de novembre de 2017 | Premi AISGE al millor actor                     | Harry Dean Stanton           | Guanyador | [ 10 ] |
| Festival Internacional de Cinema de Gijón           | 25 de novembre de 2017 | Millor banda sonora original                    | Elvis Kuehn                  | Guanyador | [ 10 ] |
| Premis Gotham                                       | 27 de novembre de 2017 | Millor actor                                    | Harry Dean Stanton           | Nominat   | [ 11 ] |
| Festival Internacional de Cinema de Haifa           | 14 d'octubre de 2017   | Premi Carmel a la millor pel·lícula             | Lucky                        | Nominat   | [ 12 ] |
| Festival Internacional de Cinema de Haifa           | 14 d'octubre de 2017   | Premi Fedeora - Directors de Demà               | John Carroll Lynch           | Guanyador | [ 13 ] |
| Lisbon & Estoril Film Festival                      | November 26, 2017      | Premi a la millor pel·lícula Jaeger - LeCoultre | Lucky                        | Nominat   | [ 14 ] |
| Festival de Cinema de Locarno                       | 12 d'agost de 2017     | Lleopard d'Or                                   | Lucky                        | Nominat   | [ 15 ] |
| Festival de Cinema de Locarno                       | 12 d'agost de 2017     | Premi del Jurat Ecumènic                        | Lucky                        | Guanyador | [ 15 ] |
| Premis Satellite                                    | 11 de febrer de 2018   | Millor actor de cinema                          | Harry Dean Stanton           | Guanyador | [ 16 ] |
| Premis Satellite                                    | 11 de febrer de 2018   | Premi especial al primer llargmetratge          | John Carroll Lynch           | Guanyador | [ 16 ] |
| Premi Saturn                                        | 27 de juny de 2018     | Millor pel·lícula independent                   | Lucky                        | Nominat   | [ 17 ] |
| Tallgrass Film Festival                             | 22 d'octubre de 2017   | Millor guió                                     | Logan Sparks i Drago Sumonja | Guanyador | [ 18 ] |
| 63a edició dels Premis Sant Jordi de Cinematografia | 29 d'abril de 2019     | Millor actor en pel·lícula estrangera           | Harry Dean Stanton           | Guanyador | [ 19 ] |